# جلال أباد (كوهستان)
جلال أباد (بالفارسية: جلال‌آباد) هي قرية تقع في إيران في Kuhestan Rural District. يقدر عدد سكانها بـ 32 نسمة .